# Evandro Carlos de Andrade
Evandro Carlos de Andrade (Rio de Janeiro, 17 de outubro de 1931 — Rio de Janeiro, 25 de junho de 2001) foi um jornalista brasileiro.
Em 50 anos de carreira, Evandro passou por diversos órgãos de imprensa. Começou pelo Correio Radical, um pequeno pasquim, que teve vida curta. Foi ali, que, em 1951, aos 18 anos de idade, assinou sua primeira reportagem. Em seguida, foi trabalhar como repórter no Diário Carioca, onde assumiu o cargo de chefe de reportagem. A partir de 1958, dividiu o cargo de chefe de redação do jornal com Carlos Castelo Branco. No jornal, assinava a coluna Dia-a-Dia no Catete, que contava os bastidores do governo federal.
Após deixar o Diário Carioca, Evandro mudou-se para Brasília, recém construída, onde trabalhou na sucursal do Jornal do Brasil. A partir de 1967 assumiu a direção da sucursal do O Estado de S. Paulo na capital federal. Em 1971 foi convidado para dirigir o jornal O Globo, onde deu início a  processo de reestruturação, que ajudou o jornal a assumir a liderança de vendas no Brasil. Foi o único não Marinho a encabeçar a primeira página do jornal, por quase um quarto de século. Em 1995 assumiu a direção da Central Globo de Jornalismo. Em 1996 liderou a implantação do canal Globo News.
Evandro Carlos de Andrade foi diretor de jornalismo da Rede Globo até a morte. No dia 25 de junho de 2001, sentiu-se mal durante a madrugada e foi internado no Hospital Samaritano, onde morreu às 8h15, aos 69 anos. Foi vítima de policitemia vera, doença hematológica rara, responsável por aumentar a produção de glóbulos vermelhos, provocando, assim, diminuição do número de células disponíveis. Seu corpo foi cremado no cemitério do Caju. Amigos e parentes vieram de vários estados do País para o velório, dentre jornalistas e pessoas públicas de todas as áreas.
A morte do jornalista teve grande repercussão. No senado federal, antigos amigos prestaram homenagem durante a sessão. Mais de quinze anos após sua morte, o jornalista continua sendo homenageado por grandes nomes da carreira.